# Elise Neal
Elise Neal (Memphis, Tennessee, 14 de março de 1966) é uma atriz de cinema e televisão norte-americana.

## Biografia
Elise Neal nasceu em Memphis, Tennessee e começou a dançar aos seis anos de idade.

## Filmografia (seleção)
- A.N.T. Farm (2011)
- Love Ranch (2009)
- Who's Deal? (2008)
- 4 Life (2007)
- Hustle & Flow (2005)
- Playas Ball (2003)
- All of Us (2003)
- Paid in Full (2002)
- Mission to Mars (2000)
- The Hughleys (1998)
- Restaurant (1998)
- Scream 2 (1997)
- Rosewood (1997)
- Tudo por Dinheiro (1997)
- How to Be a Player (1997)
- seaQuest 2032 (1995/1996)
- Malcolm X (filme) (1992)